# Soziale Neurowissenschaften
Die sozialen Neurowissenschaften sind ein interdisziplinäres Feld, das seine Anfänge in den frühen 1990er Jahren hat. Hierbei werden biologische und soziale Forschungsansätze als einander ergänzende Erkenntniszugänge betrachtet, die die sozial gewachsenen Strukturen jenseits des Individuums untersuchen. Forschungsbereiche sind die neuronalen, humoralen, zellulären und genetischen Mechanismen, die diesen Strukturen zugrunde liegen. Es wird von einer wechselseitigen Beeinflussung auf unterschiedlichen strukturellen Ebenen ausgegangen. Ein besonderer Fokus liegt auf der funktionellen Betrachtung von Hirnprozessen. Untersuchte Prozesse befinden sich hierbei sowohl auf intraindividueller Ebene, wie soziale Wahrnehmung und soziale Kognition, als auch auf interindividueller Ebene, wie soziale Interaktion und soziale Beeinflussung. Die Integration der unterschiedlichen Forschungsansätze erfordert interdisziplinäre Expertise und die Integration verschiedener Datenebenen.

## Methodologie
Aufgrund der unterschiedlichen Mutterdisziplinen bedient sich das interdisziplinäre Feld einer Vielzahl an unterschiedlicher Methodik (fMRI, TMS, EEG, EKG, EMG, Endokrinologie, SCR, Läsionsstudien, Tiermodelle). Die Herausforderung liegt hierbei in der Integration von aus den sozialen Ansätzen stammenden Humandaten mit den biologischen Tiermodellen. Die Grundidee der Forschung ist es, Erklärungen für vorangehende Bedingungen zu finden, beteiligte Strukturen zu lokalisieren, zugrunde liegende Prozesse zu beschreiben und ihre Konsequenzen vorherzusagen. Die multiple Determiniertheit menschlichen Verhaltens macht die Berücksichtigung unterschiedlicher Analyseebenen bereits bei der Theoriebildung erforderlich. Komplexe funktionelle Konstrukte (z. B. Vorurteil, Bindung, Empathie, Vertrauen) müssen in ihre Untereinheiten zerlegt werden, um bedeutungsvolle Analyseeinheiten darzustellen.

### Doktrin der Multilevel-Analyse
Die Doktrin der Multilevel-Analyse geht auf Cacioppo und Berntson (1992) zurück und ist als Grundprinzip des Forschungsfeldes der sozialen Neurowissenschaften anzusehen. Sie trägt den unterschiedlichen Daten und Analyseebenen Rechnung und basiert auf drei Grundsätzen:
1. Multiple Antezedenzien (= vorangehende Bedingungen): Ein Zielereignis auf einer Strukturebene kann unterschiedliche Auslöser innerhalb dieser Ebene oder über verschiedene Ebenen hinweg haben; wenn ein Auslöser ausgeblendet wird führt dies folglich zu einem unvollständigen Verständnis.
2. Nonadditiver Determinismus: Die Eigenschaften des Ganzen lassen sich nicht notwendigerweise aus den Eigenschaften der Bestandteile additiv vorhersagen.
3. Reziproker Determinismus: Zwischen biologischen und sozialen Faktoren existiert eine wechselseitige Beeinflussung im Hinblick auf die Ausformung des Zielverhaltens.

### Das goldene Dreieck der Humanneurowissenschaften
Da die verschiedenen Forschungsansätze der sozialen Neurowissenschaften unterschiedliche Schlussfolgerungen zulassen, schlagen Decety und Cacioppo (2010) die Betrachtung dreier sich aufeinander beziehender und als gleich wichtig anzusehender Ansätze vor:
1. Verhaltensdaten (z. B. Reaktionszeit, Wahl, Urteil)
2. Physiologische Messungen (z. B. bildgebende Verfahren): die Messungen liefern korrelative Daten des menschlichen Gehirns.
3. Tier- und Humanexperimente (Läsionsstudien, TMS, experimentelle Pharmakologie): die experimentellen Daten erlauben kausale Aussagen.

Erst die Zusammenführung unterschiedlicher Ansätze, z. B. in Metaanalysen erlaubt es zu vertiefenden Einsichten zu kommen und einen wissenschaftlichen Konsens zu einem Themenbereich auch über Aufgaben und Situationen hinweg zu finden.

## Das soziale Gehirn
Die Anpassung des Gehirns an soziale Prozesse erklärt die Komplexität des menschlichen Gehirns. Die Untersuchung der neuronalen Strukturen, die der sozialen Kognition zugrunde liegen, wirft die Frage auf, ob es spezifische soziale Interaktionsmodule gibt oder ob soziale Kognition generelle kognitive Mechanismen nutzt. Besonders untersuchte Themen bisher sind die neuronalen Grundlagen der emotionalen Gesichterverarbeitung, der Empathie, des Mitgefühls, der kognitiven Perspektivenübernahme (Theory of mind), sowie der moralischen Gefühle und Handlungen.

## Forschungsfeld
Es gibt vielfältige Bereiche, in die die Erkenntnisse aus den sozialen Neurowissenschaften einfließen können. Klassische Arbeiten existieren z. B. zur Erkennung des emotionalen Gesichtsausdrucks, sowie zu Beeinträchtigungen im Sozialverhalten bei erhaltener Intelligenz nach Schädigungen im ventromedialen präfrontalen Cortex. Damasios Arbeiten verdeutlichen die Rolle der Emotion in der sozialen Entscheidungsfindung.
Aktuelle Forschungsfelder beschäftigen sich unter anderem mit der psychischen Gesundheit, bei deren Erhaltung soziale Beziehungen eine grundlegende Rolle spielen. Die Psychopathologie des sozialen Gehirns sowie seine Plastizität liegen hierbei im Forschungsfokus. Das Verständnis für psychische Störungen kann durch die Integration von sozialen, psychologischen und neurologischen Mechanismen zu einem ganzheitlichen Bild erweitert werden. Eine andere Forschungslinie bildet die Empathieforschung. Empathie äußert sich auf neuronaler Ebene, d. h. bei der Betrachtung der Emotionen einer Person wird ein ähnliches Muster an Aktivierung gefunden wie beim eigenen Durchleben der gleichen Emotion. Die Vielfalt der Forschungsbereiche verdeutlicht das gesellschaftliche Potential der sozialen Neurowissenschaften.